# ユニバーサル・ピクチャーズ・ホームエンターテイメント
ユニバーサル・ピクチャーズ・ホームエンターテイメント（Universal Pictures Home Entertainment、略称：UPHE）は、NBCユニバーサルのホームビデオ配給部門。

## 概要
主に、ユニバーサル・ピクチャーズ、ドリームワークスが所有する映画、イルミネーション作品、ユニバーサル・ピクチャーズの傘下のNBCユニバーサル系の映画、テレビシリーズなどをDVD、Blu-ray Discで全世界に配給している。
日本市場ではNBCユニバーサル・エンターテイメントジャパン（ジェネオン・ユニバーサル・エンターテイメントジャパンから改称）が発売元となっていた。（日本法人は上記2社のほかパラマウント・ピクチャーズの作品も販売した。（米国外も同じく））2025年1月20日、NBCユニバーサル・エンターテイメントジャパンが、ハピネット（ハピネット・メディアマーケティング）とビデオグラム包括ライセンス契約を締結し、同年7月1日より、（一部のビデオグラム化権を保有する作品を除く）ビデオソフトの製造・販売事業をハピネット・メディアマーケティングに移管した。
北米市場ではスタジオ・ディストリビューション・サービス（ワーナー・ブラザース ホームエンターテイメントとの米国/カナダの合弁事業）が発売元となっている。